# Монеты Франца I Стефана
Монеты Франца I Стефана выпускались в период с 1745 по 1765 год в период нахождения Франца I Стефана на престоле Священной Римской Империи.

## Император Франц I Стефан

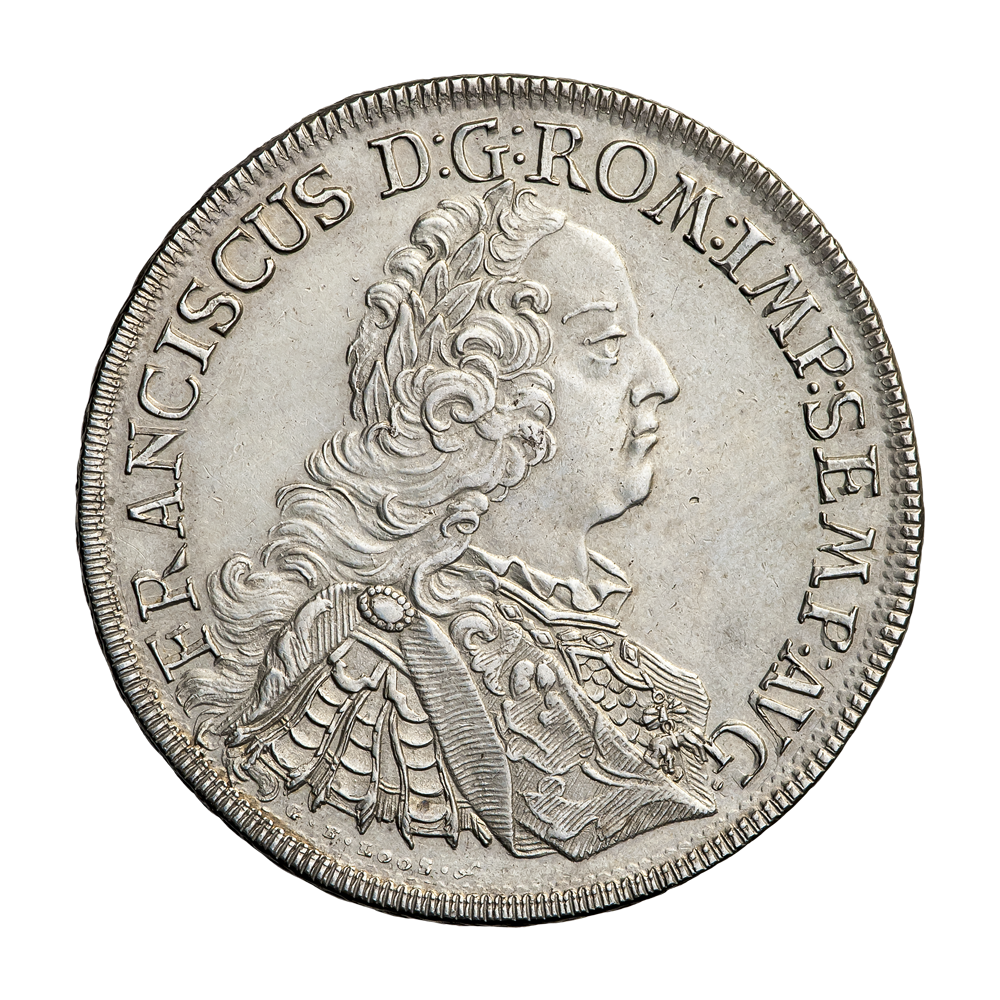
Талер Регенсбурга с изображением Франца I Стефана

Франц Стефан был мужем государыни Марии Терезии, но не имел никаких реальных властных полномочий. Коронование Франца Стефана 4 октября 1745 года германским императором сделало его равным с Марией Терезией во внешнеполитических вопросах, но практически не изменило положения во внутренних вопросах. Одним из немногих вновь появившихся прав был выпуск собственных монет.

## Монеты Священной Римской Империи
Самой мелкой из выпускаемых монет Священной Римcкой Империи Франца I Стефана был медный пфенниг, который выпускался в двух разных вариациях в 1748—1749 годах и в 1759—1765 годах. Самой крупной была монета стоимостью 6 дукатов, которая выпускалась в 1747 году. Монета была изготовлена из золота 986-й пробы и весила 21 грамм. Всего было выпущено 39 типов монет, одна из которых была выпущена уже после смерти Франца I Стефана.

## Монеты других государств
Монетами Франца I Стефана считаются и монеты других государств, входивших в Священную Римскую Империю в период его правления. К таким монетам относятся монеты Богемии, выпускаемые с 1746 по 1768 год; монеты Аугсбурга, выпускаемые с 1745 по 1765 год; серебряная монета в 1/6 талера, выпущенная в Дортмунде в 1758 году; монеты, выпущенные во Франкфурте на Майне в 1745 году к коронации Франца I Стефана; серебряная монета достоинством в 2 талера, выпущенная в Халле и другие.